# Columbia (South Carolina)
Columbia is de hoofdstad van de Amerikaanse staat South Carolina en telt 116.278 inwoners. Het is hiermee de 191e stad in de Verenigde Staten (2000). De oppervlakte bedraagt 324,1 km², waarmee het de 46e stad is.

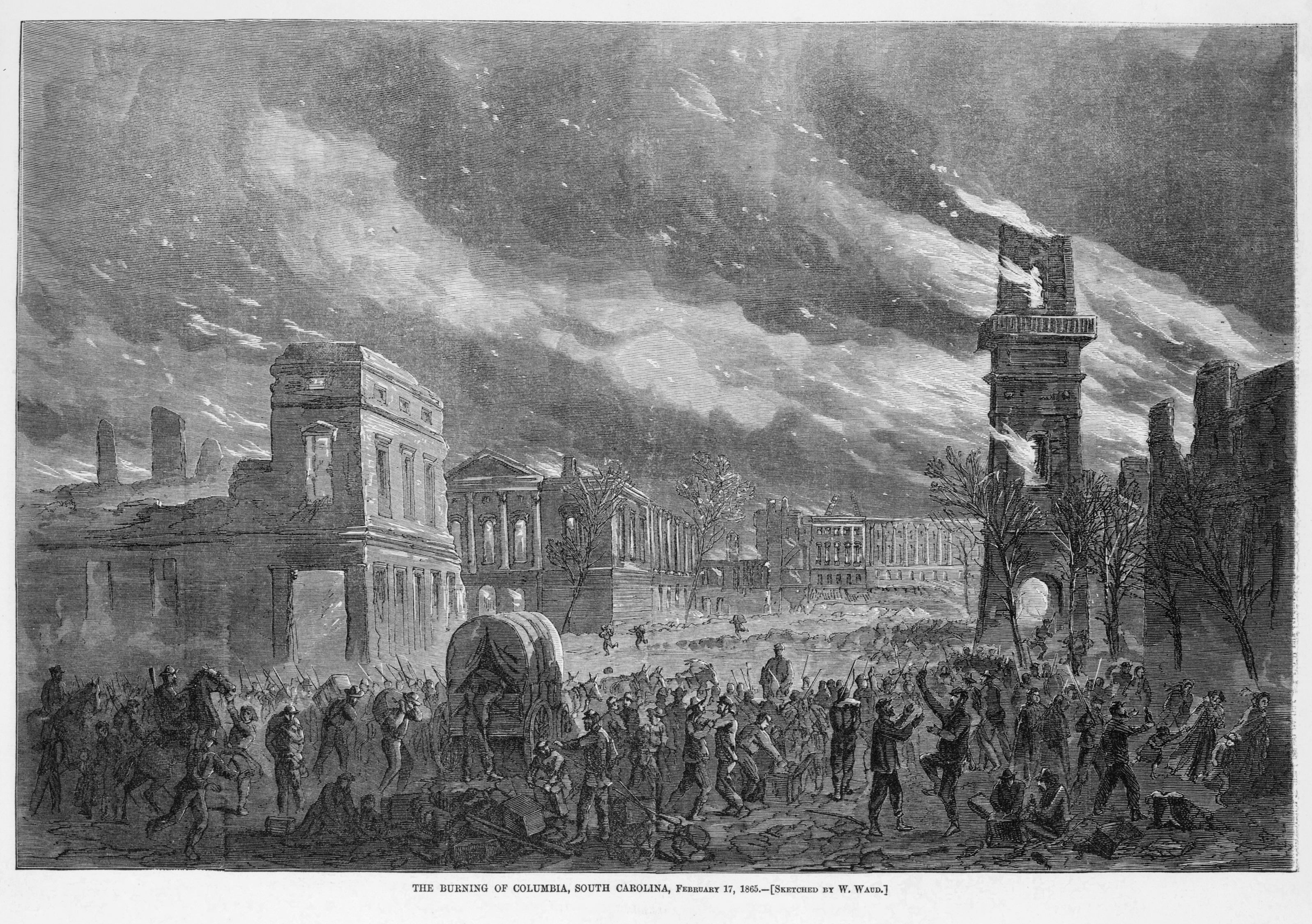
De brand in Columbia, South Carolina, op 17 februari 1865, door de troepen van generaal Sherman

## Demografie
Van de bevolking is 10,3% ouder dan 65 jaar en bestaat voor 37% uit eenpersoonshuishoudens. De werkloosheid bedraagt 3,9% (cijfers volkstelling 2000).
Ongeveer 3% van de bevolking van Columbia bestaat uit hispanics en latino's, 46% is van Afrikaanse oorsprong en 1,7% van Aziatische oorsprong.
Het aantal inwoners steeg van 114.462 in 1990 naar 116.278 in 2000.

## Geografie
Op ongeveer 40 kilometer van de stad ligt de berg Little Mountain.

## Klimaat
In januari is de gemiddelde temperatuur 6,6 °C, in juli is dat 27,1 °C. Jaarlijks valt er gemiddeld 1267,7 mm neerslag (gegevens op basis van de meetperiode 1961-1990).

## Stedenband
- Cluj-Napoca, Roemenië

## Bekende inwoners van Columbia

### Geboren
- James Mark Baldwin (1861–1934), filosoof en psycholoog
- Barton MacLane (1902-1969), acteur
- Snookum Russell (1913–1981), jazzpianist en orkestleider van de swing
- Ann Savage (1921–2008), actrice
- Stanley Donen (1924–2019), filmregisseur, choreograaf en danser
- Lucky Thompson (1924–2005), jazzsaxofonist (tenorsaxofoon en sopraansaxofoon)
- Joseph Bernardin (1928–1996), kardinaal van de Rooms-Katholieke Kerk
- Webster Young (1932-2003), jazztrompettist en -cornettist
- Charles Bolden (1946), majoor-generaal en astronaut
- Henry McMaster (1947), gouverneur van South Carolina
- Barbara Parker (1947-2009), schrijfster van misdaadromans
- Angie Stone (1961-2025), soul-zangeres; songwriter en actrice
- Leon Wood (1962), basketballer
- Ron Westray (1970), jazz-trombonist, componist en educator
- Allison Munn (1974), actrice
- Mike Colter (1976), acteur
- Monique Hennagan (1976), sprintster
- Young Jeezy (1977), rapper
- Aziz Ansari (1983), stand-upcomedian en acteur
- Dustin Johnson (1984), golfer
- Lee Thompson Young (1984-2013), acteur
- Kelsey Chow (1991), actrice
- Robert Galloway (1992), tennisspeler
- Alexis Jordan (1992), zangeres
- PJ Dozier (1996), basketballer